# 290
Năm 290 là một năm trong lịch Julius.